# Daniel Kleitman
Daniel J. Kleitman (New York, Brooklyn, 1934. október 4. –) amerikai matematikus, az alkalmazott matematika professzora az MIT-n. Kombinatorika, gráfelmélet, genomika és operációkutatás a szakterülete.
Egyetemi alapképzésben 1954-ig a Cornell Egyetemen vett részt. Fizikát tanult, de Erdős Pál rábeszélte, hogy kizárólag matematikával foglalkozzon. A PhD-fokozatát 1958-ban a Harvard Egyetemen szerezte meg. Témája: Static Properties of Heavy Fermi-Particles; Deuteron-Nucleon Scattering at High Enery, témavezetői: Julian Schwinger és Roy Glauber voltak.
Kleitman közös cikkeket publikált Erdős Pállal (így Erdős-száma 1) és Füredi Zoltánnal. Bruce Rothschilddal aszimptotikus formulát adott az n elemű részbenrendezett halmazok számára.
Matematikai szakértője volt a Good Will Hunting című filmnek. Mivel a filmben szerepelt Minnie Driver is, aki játszott együtt Kevin Baconnel, így Kleitman Bacon-száma 2. Ezek alapján látható, hogy az Erdős-Bacon-száma 3, ami az ismert legalacsonyabb.